# Maison Issaurat
La maison Issaurat est une maison située à Salernes, en France.

## Localisation
La maison est située 5 rue Édouard Basset dans la commune de Salernes, dans le département français du Var.

## Historique
L'édifice, plus précisément le corps de bâtiment et les citernes aménagées à l’étage de cave, est inscrit au titre des monuments historiques par arrêté du 20 octobre 2021.